# Rudolf II van Brienne
Rudolf II van Brienne ook gekend als Rudolf IV van Eu (circa 1315 - Parijs, 19 november 1350) was van 1344 tot aan zijn dood graaf van Eu en Guînes.

## Levensloop
Rudolf II was de zoon van Rudolf I van Brienne en Johanna van Mello. In 1344 volgde hij zijn vader op als graaf van Eu en Guînes. Tevens volgde hij zijn vader op als connétable van Frankrijk. 
In 1340 huwde Rudolf met Catharina (overleden in 1388), dochter van baron Lodewijk II van Vaud. Het huwelijk bleef kinderloos. Wel had Rudolf een buitenechtelijke en dus onwettige zoon: Jan des Bois, heer van Maison Forte. In 1395 werd deze zoon alsnog wettig verklaard.
In 1346 werd Rudolf tijdens het Beleg van Caen gevangengenomen door graaf Thomas Holland van Kent. In 1350 kreeg hij de toestemming om terug te keren naar Frankrijk om een geldsom voor zijn losgeld bijeen te zoeken. Bij zijn aankomst in Frankrijk liet koning Jan II van Frankrijk hem echter onmiddellijk gevangenzetten en kort daarna onthoofden. De redenen waarom dit gebeurde zijn niet bekend, maar waarschijnlijk wilde Rudolf het graafschap Guînes verkopen aan de Engelsen in ruil voor zijn vrijlating.
Omdat Rudolf geen nakomelingen had, werden de graafschappen Eu en Guînes na zijn dood geannexeerd door Frankrijk. 